# 25 Minutes to Go
25 Minutes to Go è un brano musicale composto da Shel Silverstein, incluso nel suo album Inside Folk Songs pubblicato nel 1962.

## Il brano
La canzone è letteralmente strutturata come una filastrocca macabra pervasa da humour nero, in quanto viene cantata dal punto di vista di un condannato a morte che attende di essere impiccato. Ogni strofa consiste di due versi, dei quali il primo va dal serio al faceto, mentre il secondo è un conto alla rovescia minuto per minuto:
I got 25 minutes to go.

And the whole town's waitin' just to hear me yell.

I got 24 minutes to go.»
Ho ancora 25 minuti alla fine

E tutta la città sta aspettando solo di sentirmi urlare.

Ho ancora 24 minuti alla fine.»
(25 Minutes to Go, Shel Silverstein)
Concettualmente, la traccia è simile alla canzone per bambini di Silverstein intitolata Boa Constrictor: Presenta il punto di vista di qualcuno che sta per affrontare un pericolo in "tempo reale".

## Cover
- Brothers Four, sul loro album del 1963 Cross Country Concert.
- Johnny Cash nel suo album Sings the Ballads of the True West del 1965 e nell'album dal vivo At Folsom Prison del 1968.[2]
- Il cantante danese Povl Dissing con la band The Beefeaters su singolo nel 1967 con il titolo 25 Minutter endnu.
- Il belga Will Tura con il titolo 20 minuten geduld nel 1968.
- Il cantante folk svedese Ewert Ljusberg in Goknul (1972).
- Diamanda Galás dal vivo in Malediction & Prayer (1998, Asphodel Records).
- I Tiger Lillies in 2 Penny Opera (2001).
- I Pine Valley Cosmonauts in The Executioner's Last Songs (2002).
- Il gruppo metal tedesco Dezperadoz sull'album An Eye for an Eye.
- Gunter Gabriel in The Tennessee-Recordings (2003).
- I Pearl Jam dal vivo in Live at Benaroya Hall (2004).
- I canadesi Head of the Herd sull'album On the House.[3][4]